# Gō Yamamoto
Gō Yamamoto (山元 豪?, Yamamoto Gō; 27 gennaio 1995) è un combinatista nordico giapponese.

## Biografia
Yamamoto, attivo in gare FIS dal marzo del 2011, ha esordito in Coppa del Mondo il 5 dicembre 2015 a Lillehammer (48º) e ai Giochi olimpici invernali a Pyeongchang 2018, dove si è classificato 33º nel trampolino normale, 16º nel trampolino lungo e 4º nella gara a squadre. Il 25 novembre 2018 ha colto a Kuusamo il suo primo podio in Coppa del Mondo (2º); ai successivi Mondiali di Seefeld in Tirol 2019, suo esordio iridato, è stato 26º nel trampolino lungo, 34º nel trampolino normale e 4º nella gara a squadre dal trampolino normale.

## Palmarès

### Mondiali juniores
- 1 medaglia:
  - 1 bronzo (gara a squadre a Liberec 2013)

### Coppa del Mondo
- Miglior piazzamento in classifica generale: 20º nel 2018
- 1 podio (a squadre):
  - 1 secondo posto